# Jewels
Jewels (Jóias em Português) é um livro da escritora estadunidense Danielle Steel.

## Sinopse
Conta-nos a história de Sarah Thompson, desde o seu casamento falhado e consequente divórcio. Afastada de todos após o divórcio Sarah aceita viajar com os pais até à Europa, onde conhece Lorde William Wittfield. Apaixonam-se e casam-se, indo morar para um velho castelo no interior de França, onde criam o seu filho Philipp até que começa a II Guerra Mundial, que os abriga a separarem-se. Terminada a guerra Sarah reencontra o marido e têm mais filhos, sendo narrado o crescimento de todos eles.